# Cerkev Ahejropoeta (Solun)
Cerkev Ahejropoeta (Grško: [Παναγία] Ἀχειροποίητος) je vzhodnorimska cerkev v Solunu zgrajena v 5. stoletju.

## Zgodovina in opis
Opeke in mozaiki cerkve so datirani v leta 450 do 470, kar predstavlja cerkev kot najstarejšo ohranjeno v mestu. Dograjena je bila v 7. in ponovno v 14. stoletju. V vzhodnorimskem obdobju je bila znana tudi kot cerkev Matere Božje, in je posvečena Mariji. Ime Ahejropoetos ("ne narejen z rokami") se prvič omenja leta 1320, ko naj bi bila v cerkvi hranjena čudodelna ikona. Viri omenjajo tudi, da je v cerkvi potekal kult čaščenja svetnika pokrovitelja Soluna svetega Demetrija.
Zgradba je triladijska bazilika z leseno streho, široka 28 metrov in dolga 36.5 metrov. Na vzhodni strani cerkve je polkrožni oltarni prostor, na zahodni strani pa narteks, ki ga obdajata dva stolpa. Obstajajo tudi sledovi nekdanjega eksonarteksa.
Ohranjeni deli notranje opreme antične cerkve vsebujejo kakovostne jonske stebre iz 5. stoletja narejene v konstantinopelski delavnici, kot tudi zelene tesalijske marmorne stebre, ki tvorijo monumentalen vhod.
V osmanskem obdobju je bila ta cerkev prva, ki je bila l. 1430 spremenjena v mošejo, in je služila kot glavna mošeja Soluna pod imenom "stara mošeja".